# Милість (титул)

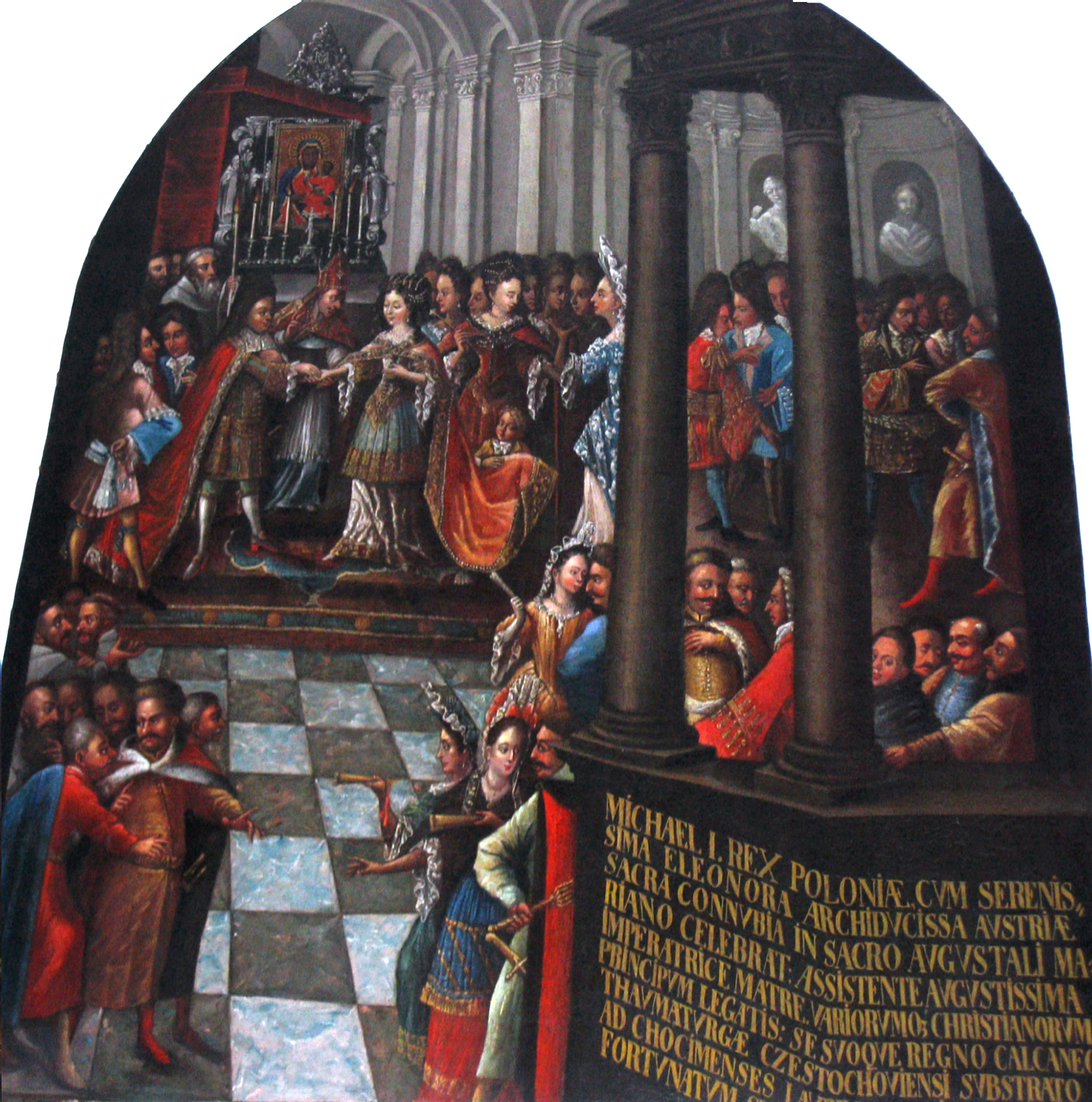
Весілля милостивого короля Речі Посполитої

Милість, милота - характеристика до певної унікальної особи, яка має усі наявні фактори найкращої, найсвітлішої та найдобрішої людини.  
Його Світлість та Її Світлість - це англійські стилі звертання до осіб високого рангу, якими зверталися до англійських монархів до Генріха VIII (бл. 1509-1547),[1] а також до шотландських монархів до Акта про унію 1707 року, який об'єднав Королівство Шотландії та Королівство Англії. 
У Великому князівстві Литовському, Руському й Жемантійському та у Річі Посполитій застосовувався до князів, Великих князів і королів.
Також це звернення застосовувалось до королів Англії включно до Генріха VIII; до короля та королеви Шотландії, аж до укладення Акту про унію 1707 р., який об'єднав Королівство Шотландії й Королівство Англії та Якова І, який закріпив за королями титул «Його Величність». 
Сьогодні цей титул використовується для архієпископів, єпископів та не королівських князів (герцогів).

## Історія
За часів Речі Посполитої до короля Польщі, Великого князя Литовського, Руського, Київського, Волинського, Чернігівського, Сіверського, Подільського і пр. звертались:
- «Найяснійший милостивий королю», «Найясніший милостивий королю, пане наш та добродію», «Ваша королівська милість», «Ваша Ясність».

До князів звертались:
- «Світлий князю і ясновельможний пане», «Великий князю», «Ваша ясновельможність милостивий пане», «Ваша княжа милосте», «Милостивий княже», «Ваша Милосте», тощо.

Форма звертання «Його Милість" і «Ваша Милість" використовується для звернення до архієпископів, митрополитів, єпископів. Проте не у всіх країнах: наприклад у Франції, Філіппінах та до католицьких єпископів США більш розповсюджено звертання: «Ваша екселенціє». 
У православних церквах його використовують для єпископів та ігуменів. Також використовується для архієпископа та деяких єпископів в англіканській традиції. В Ірландії це звертання (ірландською: A ghrása) традиційно використовується для всіх католицьких єпископів, а не лише для архієпископів.  
В цілій Католицькій церкві до кардиналів, патріархів та архієпископів зазвичай звертаються Ваша еміненціє.
Прикладами використання форми "His Grace" у Великій Британії є герцог Норфолк або лорд-архієпископ Кентерберійський. Герцогиню Віндзорську називали «Ваша Милість», а не Королівська Високість після одруження з Едуардом VIII, герцогом Віндзорським.  
Королівські князі (герцоги), наприклад герцог Йоркський та інші, користуються вищим титулом — Королівської Високості. 
В ісламі кілька суфійських орденів (наприклад, Кадріани та Гаваріюни) можуть звертатись до своїх духовних Великих Майстрів з епітетом «(Най)Милосердний...» або «Його Милість».